# Nářečí norštiny
Norská nářečí jsou mluvené formy norského jazyka, omezené na určité oblasti Norska. Nářečí mají v Norsku velkou prestiž. Nářeční nebo nářečně zabarvená mluva se často používá v rozhlase, literatuře, divadle apod. Existují literární díla psaná dialektem.
Norská nářečí se dělí do dvou velkých skupin:
- východonorská nářečí (østnorsk), kam patří i skupina nářečí Trøndelagu (trøndsk), a
- západonorská nářečí (vestnorsk), ke kterým náleží i skupina severonorská (nordnorsk).

Některá nářečí jsou vzájemně tak odlišná, že nemusí být pro obyvatele jiných oblastí dobře srozumitelná.
Východonorská nářečí mají následující rysy, kterými se liší od západonorských:
- Pravidlo rovnováhy: Ve dvouslabičných slovech, jejichž první slabika byla ve staré norštině dlouhá, došlo k redukci druhé slabiky, v Trøndelagu zcela zanikla. U slov s historicky krátkou první slabikou k této redukci/zániku nedošlo. Např. v tvarech infinitivu (tzv. „rozštěpený“ infinitiv; viz Hlavní rysy): kaste [-ɘ] < kasta (házet) vs. lesa (číst).
- Tzv. „tlusté l“ [ɽ] – zvláštní hláska, poziční varianta (alofon) /l/, vzniklá z původní skupiny /rð/.

## Vymezení oblastí
| Mapa norských nářečí západonorská severonorská východonorská trøndelagská |

Západonorská nářečí
- Aust-Agder
- Vest-Agder
- Rogaland
- Sogn a Fjordane
- Møre a Romsdal

Severonorská nářečí
- Nordland
- Troms
- Finnmark

Východonorská nářečí
- Telemark
- Vestfold/Østfold
- Akershus
- Buskerud
- Oppland/Hedmark

Trøndelagská nářečí
- Møre a Romsdal
- Trøndelag

## Hlavní rysy

### Infinitivní formy
Jedním z hlavních rozlišujících prvků norských nářečí je zakončení infinitivu. Podle toho, zda se užívá jediné zakončení, nebo více zakončení – tzv. rozštěpený infinitiv – se nářečí dělí na východní a západní.
Jediné zakončení (západní nářečí)
- -a, např. å vera, å bita, obvyklé na jihozápadě Norska, včetně oblastí kolem Bergenu a Stavangeru;
- -e, např. å være, å bite, obvyklé v Tromsu, Finnmarku, v oblasti Sogn a Fjordane a Møre a Romsdal, v jižních provinciích a několika dalších oblastech;
- bez koncovky, obvyklé v některých oblastech Nordlandu.

Dvě různá zakončení (východní nářečí)
- rozštěpený infinitiv, končí buď -a, nebo -e, obvyklé ve východním Norsku;
- rozštěpený infinitiv s odpadáním koncovky (nepřízvučného -e), obvyklé v některých oblastech Trøndelagu.

Rozštěpená distribuce koncovek má kořeny ve slabičné délce sloves ve staré severštině. Staroseverská slovesa s krátkou slabikou si zachovala původní koncovky, které byly přízvučné. Slovesa s dlouhou slabikou buď koncovku zcela ztratila, nebo jejich zakončení bylo redukováno na -e.

### Dativ
V některých nářečích se dochovaly tvary dativu (3. pádu) – původní germánský systém čtyř pádů byl zredukován na dva (nominativ a genitiv), současná norština vyjadřuje syntaktické vztahy převážně pomocí předložek a slovosledu. Dativ se ještě někdy používá severně od hlavního města Oslo, v Romsdalu a v okolí Trondheimu. Formy dativu se místně značně liší. Dativ se z nářečí postupně vytrácí, používají ho převážně starší generace.

### Tlusté L
Dalším důležitým rysem, který odlišuje východonorská nářečí od západonorských, je existence tzv. „tlustého“ l (retroflexního [ɽ]). Tento jev se vyskytuje ve východním Norsku a v přilehlých oblastech Švédska.
Jedná se o poziční variantu (alofon) /l/, která vznikla z původní skupiny /rð/. Později nahradila i původní [l] v některých pozicích, např. sol [su:ɽ] (slunce). V některých nářečích se tímto způsobem vyslovuje koncové -rd, např. bord [bu:ɽ] (stůl).

### Palatalizace
V severních oblastech, zahrnujících především trøndelagská a severonorská nářečí, se některé souhlásky vyslovují palatalizovaně („změkčeně“): /nʲ, lʲ, tʲ, dʲ/. V oblasti na jih a jihozápad od Trondheimu se tak vyslovují ve všech pozicích, jinde jen v hlavní (přízvučné) slabice

### Výslovnost /r/
Ve většině oblastí Norska se vyslovuje přední /r/, alveolární vibranta (jako v češtině). V oblastech jižního a západního Norska s centry Kristiansandem, Stavangerem a Bergenem se však vyslovuje uvulární („ráčkované“) /R/.

### Odpadání -r v neurčitých plurálových formách
V některých oblastech odpadá koncové -r v tvarech množného čísla podstatných jmen bez určitého členu.
- -r na většině území východního Norska, na jihozápadním pobřeží a na územích severně a východně od Stavangeru;
- -r zcela mizí – jižní cíp Norska, pobřeží severně od Bergenu, vnitrozemí u Trondheimu;
- -r mizí pouze v některých slovech – pobřeží okolo Trondheimu, většina území severního Norska;
- -r zůstává v některých slovech a u pravidelných podstatných jmen ženského rodu – jedna pobřežní oblast v Nordlandu.

### Měkké souhlásky
Jako „měkké“ souhlásky se v norštině označuje znělá výslovnost /p, t, k/ jako [b, d, g], např. skip [ʃiːb] (loď). Tato výslovnost je typická pro pobřežní pás mezi Stavangerem a Arendalem v jihozápadním Norsku.
| Nářečí                                                        | západonorská                                                                                         | severonorská                                                                                        | východonorská                                                      | trøndelagská                                                                            |
| ------------------------------------------------------------- | --- | --------------------------------------------------------------------------------------------------- | ------------------------------------------------------------------ | --------------------------------------------------------------------------------------- |
| Tlusté l                                                      | Ne, s výjimkou Møre a Romsdal                                                                        | Ne, s výjimkou větší části Nordlandu, Bardu a Målselvu                                              | Ano, s výjimkou Západního Telemarku                                | Ano                                                                                     |
| Palatalizace                                                  | Ne, s výjimkou oblasti severně od Sognefjordenu                                                      | Ano                                                                                                 | Ne, s výjimkou Hedmarku a oblasti severně od Opplandu              | Ano                                                                                     |
| Infinitiv                                                     | E-infinitiv: Agder, Møre a Romsdal A-infinitiv: Rogaland, Hordaland                                  | E-infinitiv: v Nordlandu však koncovka odpadá u většiny sloves Rozštěpený infinitiv: Bardu, Målselv | Rozštěpený infinitiv: u některých sloves zakončení -a, u jiných -e | Rozštěpený infinitiv: u některých sloves zakončení -a nebo -å, u jiných koncovka odpadá |
| Osobní zájmena já my                                          | eg/e/i me/mi                                                                                         | æg/æ vi/ve                                                                                          | jeg/je vi/ve                                                       | značně rozdílné                                                                         |
| Slabý ženský rod určitý tvar jednotného čísla klokka (hodiny) | Většinou -o/-å (klokko/klokkå), -a v Agderu a Sogn a Fjordane                                        | Většinou -a (klokka), kromě Nordlandu, kde se jednotlivá nářečí značně liší                         | -a                                                                 | Většinou -a někdy -o/-å na pobřeží jižně od Trondheimského fjordu                       |
| Silný ženský rod určitý tvar jednotného čísla boka (kniha)    | Různé -a (boka) na jihu a severu -o/-å (boko/bokå) -e/-i/-æ/-ei (boke/boki/bokæ/bokei) ve vnitrozemí | -a (boka)                                                                                           | Většinou -a -e/-i/-æ/-ei v horských oblastech na západě            | -a                                                                                      |
| Uvulární R                                                    | Ano, s výjimkou oblasti severně od Sognefjordenu                                                     | Ne                                                                                                  | Ne                                                                 | Ne                                                                                      |
| Měkké souhlásky                                               | Ano, v Agderkystenu a ve větší části Rogalandu, jinak tvrdé souhlásky                                | Ne                                                                                                  | Ne                                                                 | Ne                                                                                      |